# Alexandre Courtois (architecte)
 (juin 2014).
Si vous disposez d'ouvrages ou d'articles de référence ou si vous connaissez des sites web de qualité traitant du thème abordé ici, merci de compléter l'article en donnant les références utiles à sa vérifiabilité et en les liant à la section « Notes et références ».
Pour les articles homonymes, voir Alexandre Courtois et Courtois.
Alexandre Alfred Courtois, né le 7 mars 1904 à Paris et mort le 5 avril 1974 à Grenoble, est un architecte français. 

## Biographie
Élève de Lambert puis de  Paul Bigot (1870-1942) à l'École nationale supérieure des beaux-arts il obtient le Premier grand prix de Rome en 1933, il fut architecte en chef des bâtiments civils et palais nationaux, président de l'ordre des architectes du Maroc, professeur à l'École des beaux-arts de Paris et à l'École des beaux-arts de Casablanca. A fondé et dirigé la revue l'Architecture marocaine et a présidé au second Congrès de l'UIA à Rabat

## Œuvres
France

.   .Paris, en charge de l'Ecole des Beaux Arts et de l'Ecole de Médecine comme architecte BCPN.
. Fontainebleau, en charge du château de Fontainebleau comme architecte des Bâtiments civils         et Palais nationaux
- Amiens, place Gambetta
- Arras, immeuble BNC.
- Aunay-sur-Odon, plan d'aménagement de la ville, 1945
- Grenoble :
  - Immeuble "les Trois Evêchés" cours de la Libération et bureaux de la caisse des congés payés du Bâtiment et Médecine du travail.
  - immeuble le Forum, 15 000 m2 de bureaux
  - les Jardins de Bir-Hakeim
  - Projet pour l'îlot des Trois Dauphins pour l'OCEFI Grenoble
  - Projet de l'îlot Valisère-Les gants Perrin
  - participation avec Henry Bernard au plan d'urbanisme de Grenoble sous la municipalité de M. Michallon et de l'étude du quartier des Eaux Claires.
- Mandelieu-la-Napoule : projet d'un ensemble résidentiel avec garage à bateaux (non réalisé).
- Saint-Martin d'Hères : cités universitaires Condillac et Gabriel-Fauré à Saint-Martin-d'Hères.
- Tanneron : projet d'un ensemble de maisons de haut niveau, 600 maisons en hameaux sur 600 hectares (non réalisé).

Italie
- Milan et Vogogna : collaboration avec l'architecte Paolo Vietti-Violi.

Maroc
- Casablanca : 
  - Plan d'urbanisme de Casablanca, 1943 ;
  - Immeuble BMCI ;
  - Immeuble de la CTM à Casablanca ;
  - gare CFM de Casa-Port ;
  - cité Beaulieu 600 logements pour la CIFM avec marché circulaire ;
  - écoles (école du rond-point d'Europe, Foch, Camille-Desmoulins) ;et extension de l'institution Jean Claude Lugat
  - Ensemble jeunesse et sports au parc de la Ligue Arabe (ex parc Lyautey). La Casablancaise
  - Consulat de France à Casablanca, réhabilitation et transformation du bâtiment et de ses abords et déplacement de la statue du

```
  Maréchal Lyautey au sein des jardins du consulat.
```

- - Collaboration avec Jacques Couëlle, maisons en fusée céramique, "noualas" avec coffrage caoutchouc réutilisable pour habitat

```
  économique et d'urgence
```

- - Professeur d'architecture à l'Ecole des Beaux Arts de Casablanca.

- Marrakech : 
  - grande poste ;
  - caserne des pompiers ;
  - cité de la poterne.

- Rabat :
  - cité universitaire de Rabat ;
  - préventorium israélite de Ben Hamed.

Turquie
- Ankara : projet de l’Ankara Palace.
- Istamboul : collaboration avec l'architecte Paolo Vietti-Violi et l'urbaniste Henri Prost.

## Élèves notables
- Vladimir Couprianoff (1919-1967), de 1941 à 1955 prix Casa de Velázquez (1952-1953)[4].
- Léon Malcotte (1911-2007), élève de 1932 à 1942. Chez Alexandre Courtois en 1942[5]